# Kaukasus-Schneemaus
Die Kaukasus-Schneemaus (Chionomys gud) ist eine Nagerart aus der Familie der Wühler (Cricetidae), die in der Kaukasusregion vorkommt.

## Merkmale
Die Art ähnelt der eurasischen Schneemaus (Chionomys nivalis) im äußeren Erscheinungsbild. Verglichen mit eurasischen Schneemäusen aus der Schwarzmeerregion besitzt die Kaukasus-Schneemaus einen im Verhältnis zur Körperlänge längeren Schwanz. Zusätzlich kommt bei Männchen ein robusterer Penisknochen als bei den anderen Schneemaus-Arten vor. Die Kaukasus-Schneemaus erreicht eine Kopf-Rumpf-Länge von 112 bis 130 mm, eine Schwanzlänge von 57 bis 79 mm sowie ein Gewicht von 34 bis 63 g. Die Hinterfüße sind 18 bis 21 mm lang und die Länge der Ohren beträgt 15 bis 19 mm.
Das Fell der Oberseite ist grau gefärbt mit unregelmäßig verteilten braunen Schattierungen. Es geht ohne deutliche Grenze in die weißliche Unterseite über. Der Schwanz kann eine hellere Unterseite besitzen oder beidseitig hellgrau sein. Die Kaukasus-Schneemaus hat orangen oder gelben Zahnschmelz auf den Vorderseiten der oberen Schneidezähne, während der Zahnschmelz der unteren Schneidezähne hellgelb ist. Die Vibrissen sind bis zu 40 mm lang und weiß. Abgesehen von den äußeren Geschlechtsorganen gibt es keine sichtbaren Unterschiede zwischen Weibchen und Männchen.

## Verbreitung
Die Kaukasus-Schneemaus lebt im Kaukasus sowie in vorgelagerten Gebirgen in Russland, Georgien, Türkei und Aserbaidschan. Sie hält sich in Regionen auf, die auf 500 bis 3000 Meter Höhe liegen. Als Lebensraum dienen felsige Landschaften mit spärlichem Bewuchs sowie Waldränder. Die Art kann oft auf mit Gras bewachsenen Lichtungen in offenen Nadelwäldern angetroffen werden. In der Türkei bewohnt die Kaukasus-Schneemaus allgemein feuchtere Gebiete als die eurasische Schneemaus.

## Lebensweise
Der Bau dieses Nagetiers ist ein natürlicher Hohlraum zwischen Felsen oder Baumwurzeln. Manchmal werden einfache Tunnel gegraben. Die Kaukasus-Schneemaus ist vorwiegend während der Dämmerung aktiv. Sie kann im Herbst auch am Tage nach Nahrung suchen, die aus Pflanzenteilen wie Gras, Moos, Beeren oder Zweigen besteht. Ab Juni und bis zum Winter legt sie, ähnlich wie Pfeifhasen, größere Vorräte in Heu- oder Reisighaufen an, die ein Gewicht von 6 kg erreichen können. Die Kaukasus-Schneemaus ist im Winter aktiv, bleibt jedoch im Bau oder unter der Schneedecke.
Die Fortpflanzungszeit ist abhängig von der Höhenlage und reicht allgemein von Mai bis Oktober. In diesem Zeitraum können bei Weibchen bis zu vier Würfe mit 3 bis 4 Jungtieren vorkommen. Weibchen, die im Frühjahr geboren werden, können bis zum Winter ein- oder zweimal werfen. Die Bestandsgröße soll keinen periodischen Schwankungen unterliegen.

## Status
Für die Kaukasus-Schneemaus liegen keine nennenswerten Bedrohungen vor. Sie wird von der IUCN als nicht gefährdet (Least Concern) gelistet.

## Belege
1. ↑  Don E. Wilson, DeeAnn M. Reeder (Hrsg.): Mammal Species of the World. A taxonomic and geographic Reference. 3. Auflage. 2 Bände. Johns Hopkins University Press, Baltimore MD 2005, ISBN 0-8018-8221-4 (englisch, Chionomys gud).
2. 1 2 3 4  Kryštufek & Vohralík: Mammals of Turkey and Cyprus. (pdf) Univerza Koper, 2005, S. 222–227, abgerufen am 16. Juli 2017 (englisch).
3. 1 2 3  Chionomys gud in der Roten Liste gefährdeter Arten der IUCN 2016. Eingestellt von: Kryštufek, B., Bukhnikashvili, A. & Sozen, M., 2016. Abgerufen am 23. Juli 2017.